# Arena Corinthians
Sân vận động Arena Corinthians, ở São Paulo, Brazil, là sân vận động của đội tuyển Sport Club Corinthians Paulista. Đây là sân vận động lớn thứ năm của giải Giải vô địch bóng đá Brasil 2014 và là sân vận động lớn thứ mười một ở Brazil, với sức chứa 48.234 chỗ ngồi.
Tại giải vô địch bóng đá thế giới 2014, sân vận động này được gọi là Arena de São Paulo và là nơi diễn ra sáu trận đấu, trong đó có trận khai mạc vào ngày 12 tháng 6 năm 2014. Do yêu cầu phải có ít nhất 65.000 chỗ ngồi cho trận mở màn World Cup, một số ghế ngồi phụ đã được kê thêm, mặc dù sức chứa thiết kế của sân này chỉ đạt 61.606. Các ghế ngồi phụ sẽ được dỡ bỏ sau khi World Cup kết thúc.

## Sự kiện quốc tế

### Giải vô địch bóng đá thế giới 2014

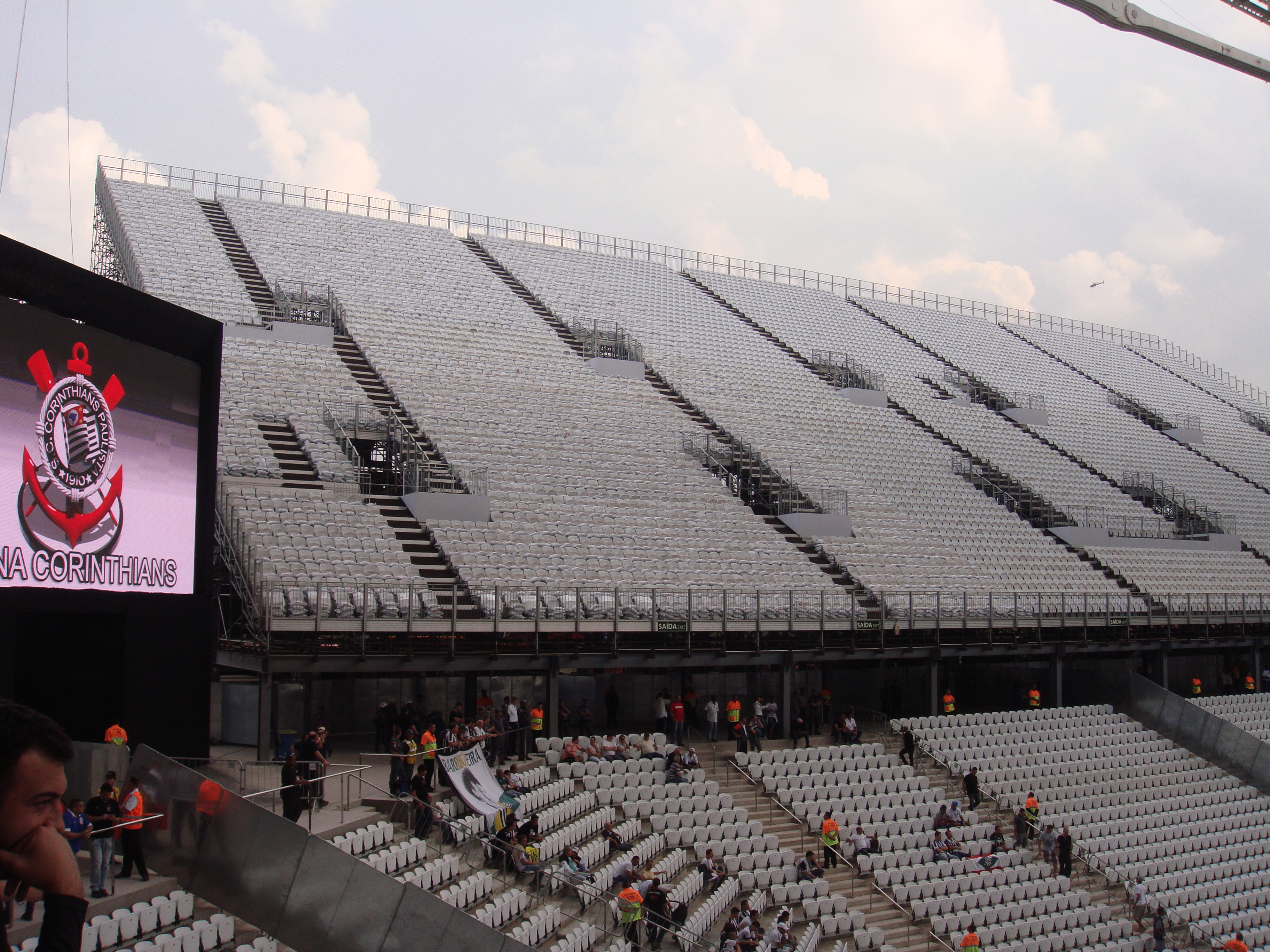
Temporary Seating and Scoreboard on the South End for the World Cup

Sân vận động này sẽ là một trong những nơi diễn ra giải vô địch bóng đá thế giới 2014. Tuy nhiên, theo quy định của FIFA, trong thời gian diễn ra giải đấu sân sẽ được gọi với tên gọi Arena de São Paulo. Sân vận động sẽ là nơi diễn ra lễ khai mạc của giải và sau đó là trận mở màn giữa Brazil và Croatia, cùng với ba trận đấu vòng bảng, một trận đấu vòng 1-16 và một trận bán kết.
Theo yêu cầu phải có ít nhất 65 000 chỗ ngồi cho trận khai mạc World Cup, sân đã được lắp thêm các chỗ ngồi tạm thời cho giải đấu, trong khi sức chứa tối đa của sân chỉ ở mức 61.606.
Việc kê thêm ghế này yêu cầu ban tổ chức phải thuê màn hình riêng cho World Cup, bởi các màn hình ban đầu trở nên quá lớn khi có các chỗ ngồi lắp thêm. FIFA yêu cầu các màn hình phải nhỏ hơn ban đầu, với kích thước 90 mét vuông (970 foot vuông).

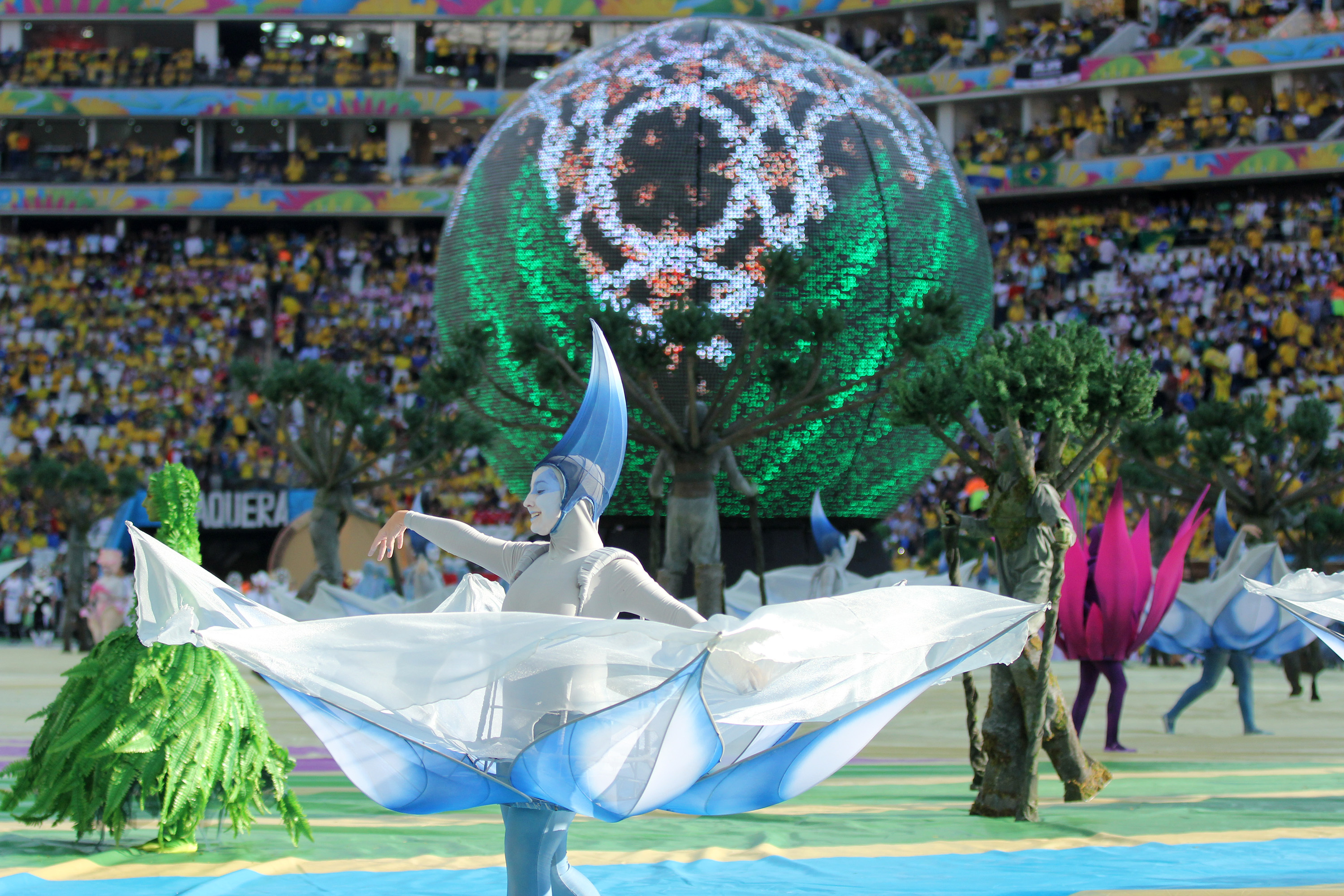
Fifa World Cup 2014 Opening Ceremony

| Ngày                | Giờ (UTC-03) | Đội tuyển 1 | Kết quả                     | Đội tuyển 2 | Bảng      | Số khán giả |
| ------------------- | ------------ | ----------- | --------------------------- | ----------- | --------- | ----------- |
| 12 tháng 6 năm 2014 | 17:00        | Brasil      | 3–1                         | Croatia     | Bảng A    | 62.103      |
| 19 tháng 6 năm 2014 | 16:00        | Uruguay     | 2–1                         | Anh         | Bảng D    |             |
| 23 tháng 6 năm 2014 | 13:00        | Hà Lan      | 2–0                         | Chile       | Bảng B    |             |
| 26 tháng 6 năm 2014 | 17:00        | Hàn Quốc    | 0–1                         | Bỉ          | Bảng H    |             |
| 1 tháng 7 năm 2014  | 13:00        | Argentina   | 1–0 (a.e.t)                 | Thụy Sĩ     | Vòng 1-16 | 63.255      |
| 9 tháng 7 năm 2014  | 17:00        | Argentina   | 0–0 (a.e.t) (Luân lưu: 4–2) | Hà Lan      | Bán kết   | 63.267      |